# Кандалакбашево
Кандалакба́шево (рос. Кандалакбашево, башк. Ҡандалаҡбаш) — присілок у складі Бакалинського району Башкортостану, Росія. Входить до складу Тактагуловської сільської ради.
Населення — 67 осіб (2010; 80 у 2002).
Національний склад:
- башкири — 96 %